# John C. Shelton
John C. Shelton (vollständiger Name John Christian Shelton, * 26. April 1943 in Roanoke, Virginia; † 16. März 1992 in Trier) war ein US-amerikanischer Papyrologe.

## Leben
John C. Shelton studierte Klassische Philologie am Franklin and Marshall College (B. A. 1964) und an der Stanford University (M. A. 1968). Durch einen Sommerkurs der American Society of Papyrologists kam er zum ersten Mal mit der Papyrologie in Berührung. In seiner Doktorarbeit, mit der er 1968 bei Antony E. Raubitschek zum PhD promoviert wurde, gab er Dokumente aus der Papyrussammlung der University of Michigan heraus; damals begann seine Zusammenarbeit mit dem Papyrologen Herbert C. Youtie. Sheltons Dissertation erschien 1971 im Druck.
Nach der Promotion arbeitete Shelton ab 1968 als Assistant Professor of Classics an der University of Georgia, ab 1974 als Associate Professor. Bei Forschungsaufenthalten an der University of California, Berkeley und an der Universität zu Köln (als Stipendiat der Alexander-von-Humboldt-Stiftung) beschäftigte er sich mit den dortigen Papyrussammlungen und veröffentlichte weitere Editionen. 1975 wechselte Shelton an die Christian-Albrechts-Universität zu Kiel als Assistent des Althistorikers und Papyrologen Horst Braunert. 1977 wurde er in Kiel zum Wissenschaftlichen Rat und Professor ernannt. 1982 folgte Shelton einem Ruf an die Universität Trier, wo er eine C3-Professur für Papyrologie einnahm und die Papyrussammlung leitete, die im selben Jahr gegründet worden war. In den zehn Jahren seiner Tätigkeit erweiterte und erschloss er diese Papyrussammlung und band sie in die akademische Lehre ein. Shelton starb am 16. März 1992 an Krebs.
Shelton veröffentlichte mehrere Editionen und Kataloge griechischer, lateinischer und koptischer Papyrusdokumente, oft in Zusammenarbeit mit anderen Forschern.

## Schriften (Auswahl)
- Some Greek Documentary Papyri from the Michigan Collection. Roman and Byzantine Texts. Stanford 1968 (Dissertation)
  - Veröffentlicht unter dem Titel: Papyri from the Michigan Collection. Amsterdam 1971
- mit Henry Riad: A Tax List from Karanis. (P. Cair. Mich. 359). 2 Bände (Text / Kommentar und Indizes), Bonn 1975–1977
- mit James G. Keenan: The Tebtunis Papyri. Part 4. London 1976
- mit John Wintour Baldwin Barns und Gerald Michael Browne: Nag Hammadi Codices. Greek and Coptic Papyri from the Cartonnage of the Covers. Leiden 1981
- mit Bärbel Kramer: Das Archiv des Nepheros und verwandte Texte (= Aegyptiaca Treverensia. Band 4). Philipp von Zabern, Mainz 1987, ISBN 3-8053-0923-6.
- Greek Ostraca in the Ashmolean Museum from Oxyrhynchus and Other Sites. Oxford 1988
- Greek and Latin Papyri, Ostraca, and Wooden Tablets in the Collection of the Brooklyn Museum. Florenz 1992